# 非常勤

OECD各国の雇用者におけるパートタイマー割合（%）

非常勤（ひじょうきん）、パートタイム（英：part-time）は、勤務形態に関する用語で、労働契約における労働時間が、フルタイム勤務者よりも短い被用者を指す。短時間労働者（たんじかんろうどうしゃ）・短時間勤務職員（たんじかんきんむしょくいん）とも言い、1週間の所定労働時間が、同一の事業所に雇用される通常の労働者（常勤、フルタイム）の1週間の所定労働時間と比較して短い労働者である。
補助的な作業が多く、アルバイト、有期雇用のような人もいれば、弁護士、会計士などの専門知識を持つ人も含まれることもある。常勤と比較するために使われるため、看護師、警備員など変形労働時間制が敷かれる場合には、非常勤とは呼ばれない。
労働者がフルタイムで労働可能であり、フルタイム雇用を望んでいるがパートタイム雇用しか得られない状況を不本意なパートタイム労働（Involuntary part-time）といい、不完全雇用のひとつである。

## 産業による呼称
- 国や地方公共団体では、非常勤職員ということが多い。令和2年度からは非常勤同様の勤務形態として会計年度任用職員という区分が設けられた。
- 学校教育においては、正採用ではない教員のうち、教諭に準ずる業務を行う「常勤講師」に対して、時間が短いないしは、限定したコマ数のみを担当するものを「非常勤講師」として区別する。
- 日本の一般企業では、主婦（主夫）を本務とする者がその傍らに労働をする場合に「パートタイマー」の語を用いる例が多い。語義としては矛盾を含むが非常勤でありながらフルタイムの勤務をする「フルタイムパート」という働き方を導入している企業も少なくない。

## 国際労働機関条約
国際労働機関（ILO）175号条約においては、パートタイマーを労働時間がフルタイマーのそれよりも短い被用者と定義している。同条約はパートタイマーに対し、団結権、同一労働同一賃金、社会保障などを付与することを求めている。

## 欧州連合
欧州連合のパートタイム労働指令においては、第4項1において同一労働同一賃金の義務を定めている。

### オランダ
オランダはOECDで最もパートタイム比率が高く、労働者の3人に1人がパートタイム労働者である。法的に同一労働同一賃金が義務づけられ、同一賃金のまま労働時間を延長、もしくは短縮する権利が保証された結果、フルタイムとパートタイムを自由に切り替えることができるようになった。

## 日本の状況

日本における役員を除く雇用者（年齢別）。
青は正規雇用、橙はパートタイム、緑はアルバイト、赤は派遣労働者、緑は契約社員、茶は嘱託社員、ピンクはその他。

日本では1957年（昭和32年）、大丸デパート八重洲口店が「パートタイム」を募集して一般化していった。
1980年代以降、女性の雇用進出が進み、同時に雇用者に占めるパートタイマー比率が右上がりで増加している。1991年には7人に一人、2009年には5人に一人、2020年には4人に1人がパートタイマーとなった。

### 被用者保険（社会保険）
労働者災害補償保険は、すべての労働者に適用される。

#### 健康保険および厚生年金
常勤者が健康保険および厚生年金に加入できる場合、以下の条件を満たす場合は非常勤者も加入する義務が生じる。
- 1週間の所定労働時間が、同一の事業所で働いている通常の労働者の所定労働時間の4分の3以上であること。
- 1ヶ月の所定労働日数が、同一の事業所で働いている通常の労働者の所定労働日数の4分の3以上であること。

なお複数の事業所でともに健康保険適用となる場合、保険料の計算に用いる標準報酬は、複数の事業所において合算して計算される。
例外条項もあるため、詳しくは以下を参照のこと。

#### 雇用保険
1週間の所定労働時間が20時間未満である者は、雇用保険の対象外である（雇用保険法第6条）。

### 短時間正社員
短時間正社員とは、以下の条件を満たすパートタイマーのこと。
1. 期間の定めのない労働契約である。
2. 時給、および賞与・退職金等の算定方法等が同種のフルタイム正社員と同等。かつ、就労実態も当該諸規程に則したものとなっている。
3. 以上２点をふまえた記載が、労働契約、就業規則、給与規程等において、短時間正社員に係る規定がある。

この条件を満たすパートタイマーは、健康保険および厚生年金において被保険者の資格を得る。

### フルタイムへの転換
2015年（平成27年）4月からは法改定により、フルタイムへの転換オプションを提供することが求められている。

### 同一労働同一賃金の推進
働き方改革関連法成立により、事業主は常勤雇用者と待遇の相違があるときは、その理由を労働者より求められた場合は説明する義務が課せられた。

### 就業調整
就業調整とは、パートタイマーが年収の壁を超えないように労働時間を調整することであり、計画的に事前に勤務日数・勤務時間を選んでいることもあれば、計画性を各場合には年末に欠勤することで実現している場合もある。1990年の労働力調査では、女性パートの3割で、100万円を超えると思われる場合は就業調整を行っていた。

## 関連用語
- 常勤
- 副業
- 非常勤講師
- 特別非常勤講師
- 実習助手
- 嘱託制度
- 扶養控除